# Gina Köppen
Gina Köppen (* 4. Dezember 1998 in Schwerin) ist eine deutsche Volleyballspielerin.

## Karriere
Köppen begann ihre Karriere im Nachwuchs des Bundesligisten Schweriner SC. Von 2014 bis 2016 spielte sie mit dem Nachwuchsteam VC Olympia Schwerin in der Zweiten Liga Nord. Parallel hatte sie ein Doppelspielrecht für das Erstliga-Team. 2016 ging die Außenangreiferin zum VC Olympia Berlin. Seitdem spielt sie mit dem VCO in der Bundesliga. Sie kann mit dem Doppelspielrecht auch weiterhin beim Schweriner SC eingesetzt werden.